# Еврілох

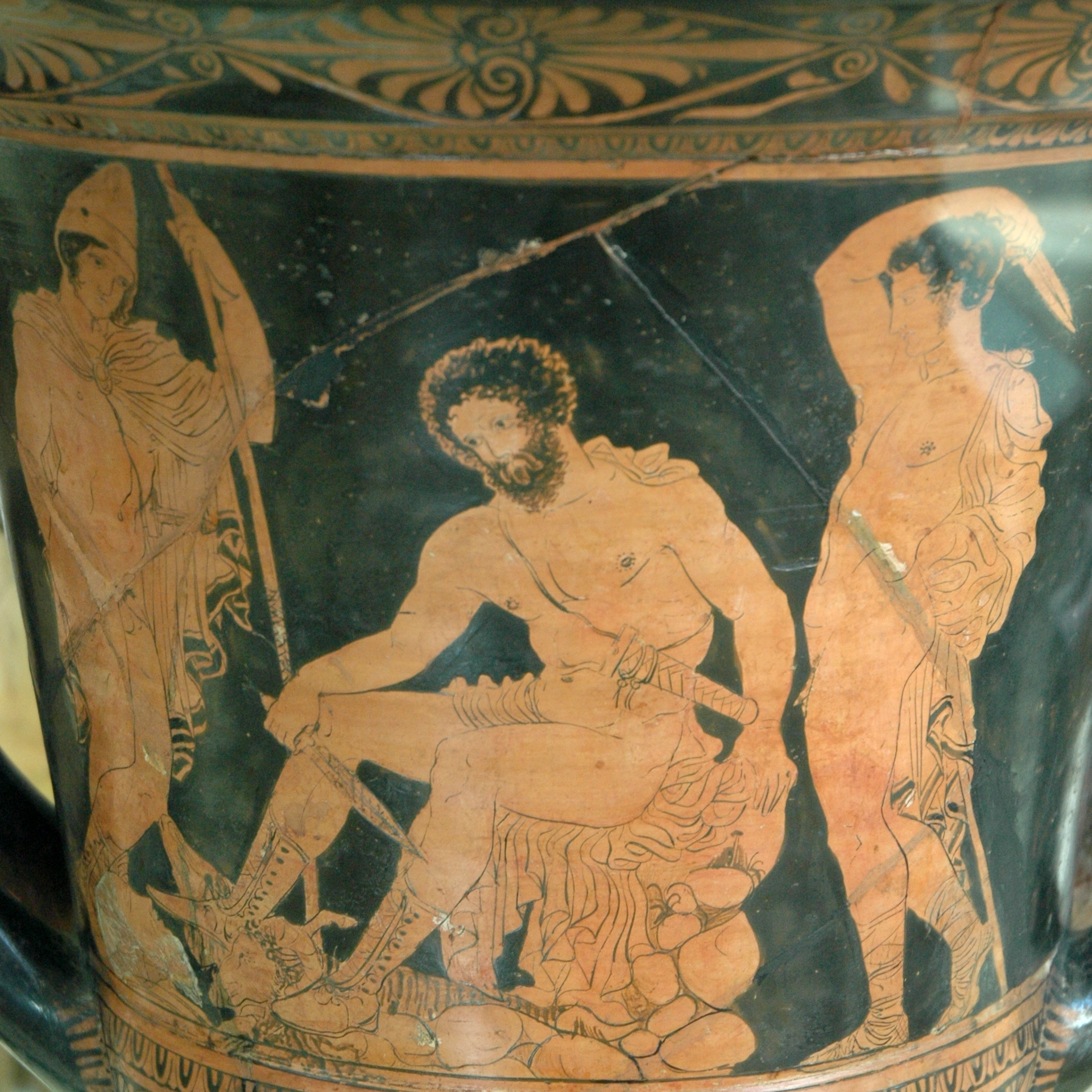
Одіссей і Тіресій у царстві мертвих, ліворуч Еврілох, фрагмент червонофігурного кратера-кілікса, Вазописець Долона

Еврілох (грец. Ευρύλοχος) — родич та супутник Одіссея.
Єдиний, кого чарівниця Кірка не перетворила на свиню. На острові Трінакія Еврілох умовив своїх товаришів забити деяких із священних биків Геліоса, чим спричинив свою та інших загибель.